# Synodus foetens
Synodus foetens is een straalvinnige vissensoort uit de familie van de hagedisvissen (Synodontidae). De wetenschappelijke naam is gepubliceerd in 1766 door Linnaeus.